# Nicholas Onuf
Nicholas Onuf é um dos principais acadêmicos construtivistas no campo da Relações Internacionais. Onuf e acadêmicos como Alexander Wendt, Peter J. Katzenstein, Michael Barnett, Kathryn Sikkink, John Ruggie, Martha Finnemore, e outros, conseguiram em um espaço relativamente curto de tempo, estabelecer o Construtivismo como uma das principais escolas de pensamento neste campo de estudo.